# Đường tỉnh 211
Đường tỉnh 211 hay tỉnh lộ 211, viết tắt ĐT211 hay TL211, là đường tỉnh ở huyện Trùng Khánh, tỉnh Cao Bằng, Việt Nam.

## Tuyến đường
Đường tỉnh 211 bắt đầu từ thị trấn Trà Lĩnh, huyện Trùng Khánh, nối với các Đường tỉnh 205 và Đường tỉnh 210.
Đường đi hướng đông, qua thị trấn Trùng Khánh, huyện Trùng Khánh 22°50′24″B 106°31′29″Đ / 22,84°B 106,52472°Đ tới xã Đình Phong thì chuyển hướng tây bắc.
Điểm cuối Đường tỉnh 211 là ở cửa khẩu Pò Peo 22°56′30″B 106°32′1″Đ / 22,94167°B 106,53361°Đ xã Ngọc Côn.
Đường tỉnh 211 dài 26 km đã đầu tư đạt cấp IV, chuẩn bị bàn giao thành Quốc lộ 4A.